# Walker County (Georgia)
Das Walker County ist ein County im US-Bundesstaat Georgia der Vereinigten Staaten. Der Verwaltungssitz (County Seat) ist LaFayette.

## Geographie
Das County liegt fast im äußersten Nordwesten von Georgia, grenzt im Norden an Tennessee und im Westen an Alabama. Es hat eine Fläche von 1158 Quadratkilometern, wovon ein Quadratkilometer Wasseroberfläche ist, und grenzt im Uhrzeigersinn an folgende Countys: Catoosa County, Whitfield County, Gordon County und Chattooga County. Der Lookout Mountain ist die höchste Erhebung des Countys.
Das County ist Teil der Metropolregion Chattanooga.

## Geschichte
Walker County wurde am 18. Dezember 1833 als 99. County von Georgia aus Teilen des Cherokee County gebildet. Benannt wurde es nach Major Freeman Walker, einem Juristen und US-Senator.

## Demografische Daten

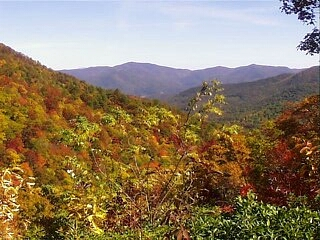
Der Chattahoochee National Forest

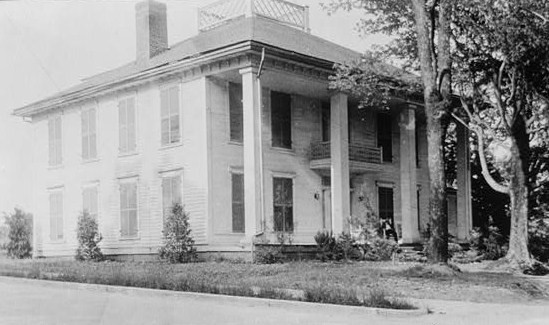
Das Marsh-Warthen House, gelistet im NRHP

Laut der Volkszählung von 2010 verteilten sich die damaligen 68.756 Einwohner auf 26.497 bewohnte Haushalte, was einen Schnitt von 2,54 Personen pro Haushalt ergibt. Insgesamt bestehen 30.100 Haushalte.
71,3 % der Haushalte waren Familienhaushalte (bestehend aus verheirateten Paaren mit oder ohne Nachkommen bzw. einem Elternteil mit Nachkomme) mit einer durchschnittlichen Größe von 3,01 Personen. In 33,8 % aller Haushalte lebten Kinder unter 18 Jahren sowie in 28,0 % aller Haushalte Personen mit mindestens 65 Jahren.
26,0 % der Bevölkerung waren jünger als 20 Jahre, 24,3 % waren 20 bis 39 Jahre alt, 28,3 % waren 40 bis 59 Jahre alt und 21,3 % waren mindestens 60 Jahre alt. Das mittlere Alter betrug 40 Jahre. 49,1 % der Bevölkerung waren männlich und 50,9 % weiblich.
93,0 % der Bevölkerung bezeichneten sich als Weiße, 4,1 % als Afroamerikaner, 0,3 % als Indianer und 0,4 % als Asian Americans. 0,6 % gaben die Angehörigkeit zu einer anderen Ethnie und 1,6 % zu mehreren Ethnien an. 1,6 % der Bevölkerung bestand aus Hispanics oder Latinos.
Das durchschnittliche Jahreseinkommen pro Haushalt lag bei 41.539 USD, dabei lebten 18,4 % der Bevölkerung unter der Armutsgrenze.

## Orte im Walker County
Orte im Walker County mit Einwohnerzahlen der Volkszählung von 2010:
Cities:
- Chickamauga – 3101 Einwohner
- Fort Oglethorpe – 9263 Einwohner
- LaFayette (County Seat) – 7121 Einwohner
- Lookout Mountain – 1602 Einwohner
- Rossville – 4105 Einwohner

Census-designated places:
- Chattanooga Valley – 3846 Einwohner
- Fairview – 6679 Einwohner
- Lakeview – 4839 Einwohner